# Бугровое (Курганская область)
Бугровое — село в Звериноголовском районе Курганской области. Административный центр Бугровского сельсовета.

## История
До 1917 года входило в состав Каминской волости Челябинского уезда Оренбургской губернии. По данным на 1926 год состояло из 175 хозяйств. В административном отношении являлось центром Бугровского сельсовета Звериноголовского района Курганского округа Уральской области.

## Население
| 2002 | 2010 |
| ---- | ---- |
| 278  | ↘182 |

По данным переписи 1926 года в селе проживало 687 человек (308 мужчин и 379 женщин), в том числе: русские составляли 99 % населения.